# 森瓦尔德

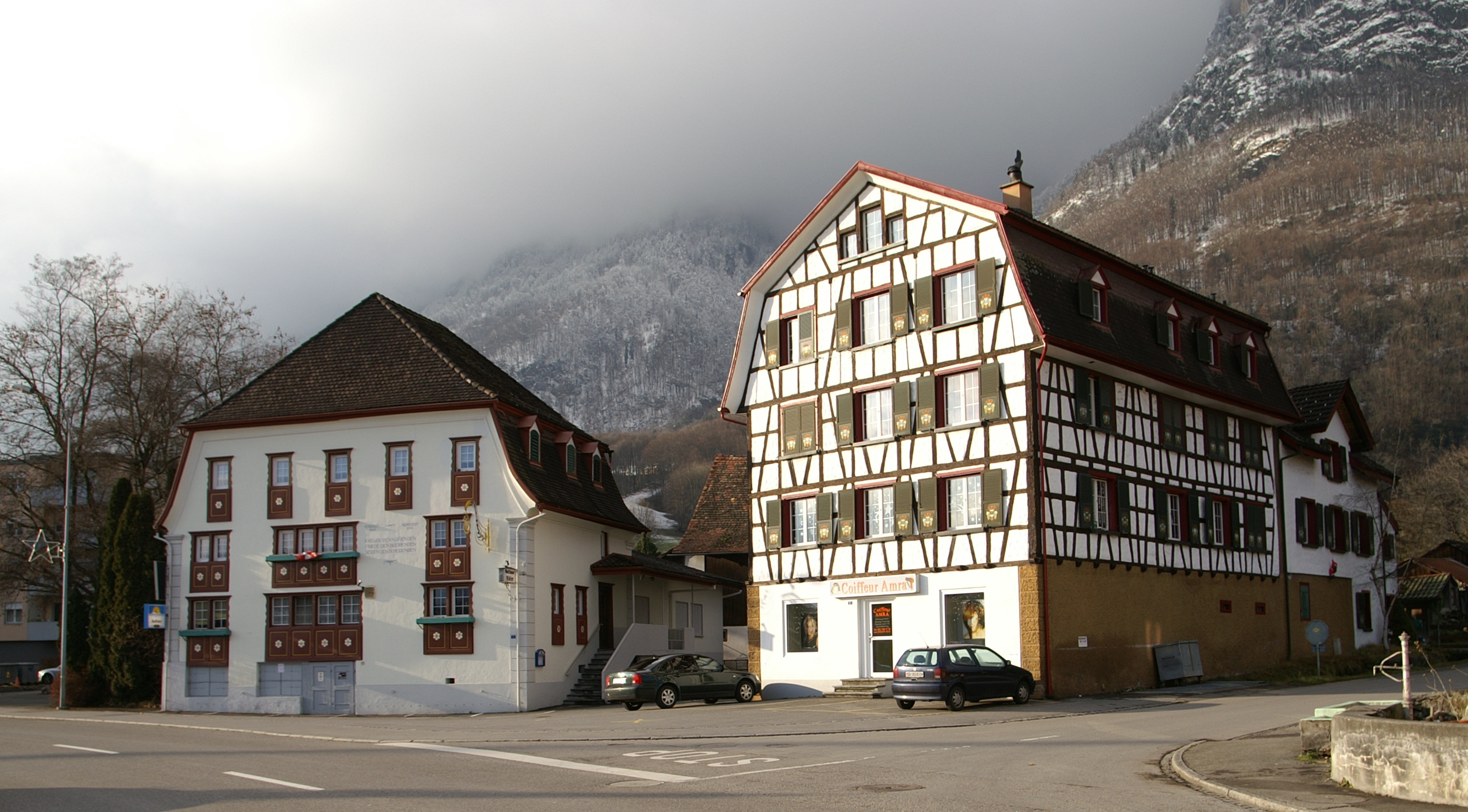

森瓦尔德（德語：Sennwald）是瑞士聖加侖州的市镇，位於該國東北部，面積41.51平方公里，海拔高度446米，2011年人口4,919，一半人口信奉基督教，人口密度每平方公里119人。

## 外部連結
- Official website （页面存档备份，存于） （德文）